# 派遣社員 松島喜久治
『派遣社員 松島喜久治』（はけんしゃいん まつしまきくじ）はふじのはるかによる日本の4コマ漫画。1998年にメディアファクトリーの『コミックアルファ』にて、1999年に同誌が休刊するまで連載。その後、2000年より芳文社の『まんがタイムオリジナル』に移籍して連載。同誌の2007年7月号より2010年6月号まで外伝として、若き日の主人公を描いた『ヤング松島喜久治』を本編に代わって連載していた。

## 内容
- ベテランの派遣社員である松島喜久治（通称キクさん）の仕事振りを描いた作品。
- この作品が始まった1998年時点の労働者派遣法では、派遣職種は専門性の高い26業務に限られていた。そのため松島喜久治のキャラクター造形は、会社に縛り付けられず自由に生きるプロフェッショナルというものになっている。製造業務の派遣が解禁されるのは2004年のことである。
- この作品以降、『ルリカ発進!』『派遣です!』『派遣戦士 山田のり子』と、優秀な派遣社員を題材とした4コマ漫画が急増した。
- 重野なおきの漫画『ひまじん』において、キャラクターが持っている本の表紙に「松島喜久治」という作品名が書かれていたことがある。

## 主な登場人物
登場人物は派遣先によって大きく異なる。この項では複数の話に登場した人を取り上げ、各話の登場人物はその都度取り上げる。
登場する派遣社員は特に書かれていない限り喜久治と同じ「まるふスタッフサービス」に所属している。なお「まるふ」は富士重工業の社章（＝「○」に「フ」）の俗称。
松島喜久治（まつしま きくじ）
主人公。42歳。
まるふスタッフサービス所属の派遣社員で、パソコン操作を含む事務全般に長けており、その働きぶりから顧客からの評判はよく、しばしば正社員待遇で迎えようとする企業もおり、派遣期間延長には応じるが正社員のオファーを断り続けている。
業務時にはアームカバーを必ずしており、これをしていないと業務遂行能力が半減してしまう。
趣味はバイクいじり。改造等は独学で覚え、現在ではパーツリストを肴に酒が飲めるほど詳しい。愛車はラビット、スバル360である（若い頃にはシルバーピジョンも所有）。
松島千歳（まつしま ちとせ）
喜久治の妻。30歳。旧姓・葱島（ねぎしま）。
喜久治が会社員だった頃の取引先の娘であり、当時高校生だった彼女は喜久治に勉強も教わっていた。
趣味はマラカス収集と画像コレクション。象マニアで「象愛好会」の副会長である。
訪問販売の人には芸を要求し、その芸の出来次第で購入してしまう。
江波（えなみ）
まるふスタッフサービスの営業。喜久治に派遣先の内容の説明を行なったり、初日に一緒に派遣先に挨拶に行ったりする。
綾部ゆうこ（あやべ ゆうこ）
派遣社員。
丈夫で健康なのが取柄だが、遣り繰りが下手でいつもお金に困っている。
恋愛が苦手で、その方面に関してはかなり鈍感。
吉岡（よしおか）
派遣社員。喜久治・綾部と何度か一緒に仕事をしている。
コバンビ学園編で久々に登場、相変わらず恋多き乙女のようである。
小津睦月（おづ むつき）
日の出板硝子社員。後に派遣社員になる。
小心者であり、「小さな生き物」と呼ばれている。
象マニアで千歳と仲がよく、「象愛好会」の会長になっている。
2005年より彼女を主人公としたスピンオフ作品『こんぺいと!』がまんがタイムファミリーで連載開始され、同誌の表紙に登場している。
布施（ふせ）
喜久治の会社員時代の同僚。秘書課の女性と結婚し、現在は3児の父である。
かどやのオバちゃん
喜久治の家の近所にあるタバコ屋の店主。
松島家のペット「ムサシ」は元々かどやのオバちゃんが喜久治に押し付けた子猫であり、他にも数名の常連にも子猫を押し付けた模様。
テルオ
喜久治の弟。38歳。
絵を描くのが得意。一時期は職につかず借金生活をしていたが、蔦子の協力で借金を返済し現在は絵の指導の仕事をしている。
蔦子（つたこ）
テルオの妻。39歳。音楽教師。

## ストーリー
雑誌発表とコミックス収録の順番が一致しないため、ここではコミックス収録順で記す。

### ハムカエンタープライズ
まんがタイムオリジナル連載開始時の派遣先。
ゲーム会社の知的財産部（特許・商標などを扱う部署）に派遣される。

#### 登場人物
舞田部長（まいた）
知的財産部部長。弁理士の資格をもっている。独身。
部内の男性の目標となっている存在である。
豊田及び他の社員
知的財産部の社員たち。舞田部長を目標としているためか、みんな小太りで眼鏡をかけている。
吉岡
派遣社員（主な登場人物参照）。喜久治に仕事を引き継いだ後、男の多い開発部に派遣される。
綾部
派遣社員（主な登場人物参照）。常に金銭的に余裕がなく、ペットにするならトカゲがいい等微妙な発言が多い。

### 板橋電気
コミックアルファ時代の作品。

### 日の出板硝子
コミックアルファ・まんがタイムオリジナルの両方で登場しているが、まんがタイムオリジナル2001年掲載分「日の出板硝子ふたたび編」は作者であるふじのの意向により一部の短編作品を除き単行本未収録。
これにより甘味処の妹の駆け落ち等2巻以降の単行本において辻褄の合わない事項が出てくる。
現在は入手不困難な過去に発売されたまんがタイムマイパルコミックス「まんがタイムmini3『デキル!派遣OL』号」に単行本未収録の日の出板硝子編がいくつか収録されている。
同じ作者の『こんぺいと!』の舞台となっている。

#### 登場人物
睦月・成帆の苗字はこの作品には登場しない。これらの苗字は『こんぺいと!』を参考にしており、詳細はそちらを参照。
小津睦月
主な登場人物参照
受注課。初日の喜久治のネクタイ（象柄）を見て喜久治を象マニアだと思い込む。
伊勢成帆（いせ なるほ）
受注課主任。29歳。睦月の上司。酒好き。
苗字については、
まんがタイムセレクション ガールズ4コマ特集!!《まんがタイムスペシャル2月号増刊<平成15年>》にて、
昔の彼氏からと思われる結婚式の招待状に中沢成帆と署名して欠席と返事を出す描写あり。
紫乃（しの）
検査課。恋多き女性である。
萌（もえ）
物流課。女性4人のうち唯一の既婚者であり、みんなのお姉さん的存在である。
島田係長（しまだ）
受注課係長。なれなれしく自己中心的に見られている。オレオレオ。
コネや女性との縁を常に探している。一度喜久治の家に押しかけたことがある。
牧村部長（まきむら）
営業部部長。
栗田課長（くりた）
受注課課長。牧村部長のかつての部下である。
モバイラーであり、会話などはすべてメールを介して行おうとする。
玉緒（たまお）
経理課。
圭ちゃん
配送のドライバー。駐禁でしょっちゅう免停を食らう。
甘いもの好きがきっかけで甘味処に出入りし、店主の妹と恋仲になり駆け落ちする。

### ムーンクレストコーヒー

#### あらすじ
ムーンクレストコーヒー（通称ムンク）はOLに人気のエスプレッソバーである。
喜久治は水面下の任務付で商品部に勤務し、性格に問題がある部長と彼によって悪くなった部内の空気を何とかすることになる。

#### 登場人物
冬木女史（ふゆき）
総務部。派遣担当。42歳。会社を愛している。
コーヒー好きであり、豆当てクイズでは正解率100%を誇る。また、コーヒーを入れるのもうまいらしく、秋野に注目されている。
鳴椎夏彦部長（なるしい なつひこ）
商品部部長。その名の通りナルシストである。
会社のやんごとなき身分の人の息子である。
かわいい女の子にだけひいきする性格で、彼の赴任後3ヶ月で5人の退職者を出している。
商品に関する知識はほとんどなく、既存の製品を試飲して「今までに無い味」と評したこともある。
会社の窓にハトを呼ぶため下の階から苦情が出ている。
春宮（はるみや）
派遣社員。23歳。鳴椎部長が連れてきた派遣社員の一人で、正社員になる予定（紹介予定派遣）。
美人で仕事ができるが、甘やかされることが多く性格はわがままである。
秋野（あきの）
派遣社員。21歳。鳴椎部長が連れてきた派遣社員の一人で、正社員になる予定（紹介予定派遣）。
美人で仕事ができるが、無愛想で人付き合いが苦手なタイプ。
過去にムンクのアルバイトの面接をして、3回落ちている。
岩田課長（いわた）
開発部課長。新製品や期間限定ブレンドなどを考え商品部に持ってくる。
小金餅茜（こがねもち あかね）
喜久治が自分の後任として指名した派遣社員。
2児の母であり派遣暦16年のベテラン。かつては喜久治と営業でコンビを組んでいた。
ジェンダー論の持ち主。セクハラが趣味。
会長
ムーンクレストコーヒーの会長。背の低い白髪の男。常に3人の男を従えて登場する。
千歳
ムンクグッズのファンページの管理人をしている。社員たちはホームページの存在は知っているが管理人の正体までは気付いていない。
喜久治も知らないことだが、このホームページが縁で会長とメル友になっている。

### ツンドラ製鋼
過去に3人の派遣がやめている会社にツンドラ製鋼に喜久治たちが派遣される。そこは、性格の悪い社員がいる会話の無い職場だった。

#### 登場人物
梅宮（うめみや）
退職する社員。引継ぎ用のマニュアルを持っていたが、嫌がらせのために捨ててしまう。
退職後はエステティシャンとなる。この話は同じ作者の『むきたまごビューティー』で描かれた。
姫井（ひめい）
お局社員。勤続17年目である。梅宮とは仲が悪い。
新たなマニュアル作成を生きがいとする。
梶（かじ）
新入社員。女好き。

### 一週間編

#### あらすじ
喜久治は翻訳会社の採用試験の補助として一週間の派遣勤務につく。

#### 登場人物
東條修子
人事課課長。
喜久治の大学時代の後輩であり、当時喜久治にあこがれていた。

### Mグラッセ証券
通称「ライブラリー編」。コミックアルファ・まんがホームの両誌に掲載された。
日の出板硝子で登場した睦月が再登場している。

#### 登場人物
和佳（わか）
Mグラッセ証券情報リソースセンター、通称「ライブラリー」のボス。
金髪の外国人が好き。
社員のゴシップ情報にも通じていて、ライブラリーにはそういった情報を求める人もよく来る。
津村（つむら）
派遣社員。
和佳がいないときにサボリに来る社員にたかってお菓子を確保している。
矢田（やだ）
社内メールボーイを勤める老人。
社内で一番態度が大きく、荷物が多い・字が小さいなど文句ばかりいっている。
尚美（なおみ）
マーケティング部の社員。
力持ちで、「小さな生き物」睦月が気に入っている。
江藤（えとう）
Mグラッセ証券の向かいにあるBクーヘン証券のライブラリーの職員。
同性愛の傾向があり、津村を狙っている。そのために数万円する惚れ薬を買ったり和佳に協力を求めたりと様々な手を使う。
睦月
自分を変えたくて派遣社員になった。契約を延長するごとに江波から大きい象のぬいぐるみをもらっている。

### ゲンキ!赤ちゃん堂
通称「ベイビーチャチャチャ編」。作品中で最も長く続いたシリーズである。

#### あらすじ
ベビー用品を主とするゲンキ!赤ちゃん堂。喜久治はここで、購買部の業務とともに社長の息子、通称「ジュニア」の教育係を依頼される。
ジュニアには婚約者がいるが、彼女を恐れていてできれば結婚したくないと考えている。そんな中派遣社員の綾部に一目ぼれする。販売部に入社した星野も綾部が気に入り、鈍感な彼女へのアプローチ合戦が始まる。
臨時収入を得るために綾部は手作り小物をフリーマーケットで売り始める。ジュニアは売り子を手伝ったりグッズ用のイラストを描いたりと色々手伝う。その話を聞いた星野は、ハンドメイドの小物を会社の商品として売り出す企画を出し、ミシンが壊れたという綾部を家に誘うようになる。
喜久治の影響でバイクに興味を持ったジュニアは、物置の奥にあった婚約者の父の形見のスクーター「イノチェンティ・ランブレッタ」に乗るようになるが、ある日盗まれてしまう…

#### 登場人物
天野川社長（あまのがわ）
ゲンキ!赤ちゃん堂の女社長。
天野川 拓（あまのがわ たく）
社長の息子。24歳。購買部に在籍。通称「ジュニア」。
チワワ似で気が弱く、社内で一番かわいいと評判。チワワを抱えると愛らしさがアップするため、後半では健介と共に営業をしている。
商品のモデルを務めることもあり、小さい頃には女物のモデルもやっている。
演劇部に在世していたため演技はうまい。次期社長だが本当は画家を志望していた。
実は女の子や子供が苦手で、内面には孤独を抱えている。
好みのタイプは庶民的な子で、派遣で来ている綾部に一目惚れ。
岩見部長（いわみ）
購買部部長。勤続20年のベテラン。
取引先には強気に出る値切りのプロだが、ジュニアには弱気で何もいえない。
星野（ほしの）
販売部社員。奥さんとは死別したため現在子連れやもめ。託児所の派遣である綾部に一目惚れ。
野口（のぐち）
託児所の保育士の一人。既婚。ジュニアのファン。
愛里（あいり）
ジュニアの婚約者。
筋肉好きで日々修行に明け暮れている。トラにもワシにもサメにも負けない人間を目指している。
健介（けんすけ）
愛里が飼っているチワワ。愛里を恐れている。
薫（かおる）
かどやのオバちゃんの孫。パグに似ている。
油絵を描いており、ジュニアの個展に呼ばれた。
おばあちゃん
布施（主な登場人物参照）の近所に住むおばあちゃん。一昨年他界した夫が乗っていたラビットを大切に保管していた。手芸も得意。
綾部
受付・託児所で働いている。

#### 結末
ハンドメイド商品の売れ行きがいいため、ブランド化が決定し綾部は企画制作の部署に移ることになる。これによって星野にミシンを借りる必要がなくなる。それを悲しんだ星野の息子が「パパと結婚して」と言い出す。星野家の温かさと一人の寂しさを感じていた綾部はこれを承諾する。
ジュニアは個展を開くことになり、失恋の寂しさを絵で紛らわす。個展当日、修行から帰ってきて会場に駆けつけた愛里はそこに居合わせた薫に一目ぼれする。喜久治の仲介により愛里と薫が付き合うようになり、ジュニアは首尾よく婚約解消に成功する。ジュニアは健介を貰い受けることになる。
盗まれたランブレッタは見つからなかったが、喜久治からラビットジュニアを持っているおばあちゃんを教えてもらい、交渉の末譲ってもらうことに成功する。ついでにおばあちゃんの手芸の腕を見込み会社にスカウトする。おばあちゃんと綾部は後に赤ちゃん堂の名ブランドを築くことになる。また、ジュニアに悪い虫がつかないように見張る「鉄のガード」の役割も果たすことになる。

### 夜明け前編
今から12年前、喜久治が会社員だった頃の話。

#### 登場人物
ひかる
秘書課の最年長。30歳。自称社内一の美人。
営業部長のことが好きで不倫関係にあったが、見込みが無いとみどりに諭され喜久治に狙いをつける。
みどり
秘書課のNo.2。28歳。
喜久治の同僚の布施に目をつけ、結婚する。寿退社の予定だったがひかるに引き止められてしばらく会社に残ることになる。
営業部長
喜久治たちの上司、ひかるの不倫相手。不正行為を喜久治たちに明るみにされベトナムに左遷された。

### コバンビ学園
まんがタイムで数回短期集中連載した後、まんがタイムオリジナルで連載が始まった。
コバンビ学園は中高一貫教育の学校でもともとは女子高だったが、男女共学に改められた。その事で業務が多忙になることから、喜久治に派遣を依頼した。

#### 登場人物
花岡先生
コバンビ学園国語教師で入試担当（そのため、クラス担任からは外れる）。お酒大好きで出張の際には飲み友達を多く作るが彼氏はいない。
後に成帆（日の出板硝子参照）と飲み友達になる。
宗方先生
音楽教師。女子に人気があるがそれがもとで問題が起こったことがある。
城山先生
英語教師。普段は地味だが、他人を魅了する歌声の持ち主。
瀬戸先生
数学教師。
鹿ノ森校長
コバンビ学園の校長。背の低い初老の女性。
吉岡
派遣社員。入学試験のスタッフとして派遣される。

##### 先生バンド
コバンビ学園の教師たちで構成されるバンド。演奏のレベルは高く、文化祭などの校内イベントで演奏している。喜久治にキーボードの経験があると知ってメンバーに誘った。
レパートリーは、ジャズ・ロックなど様々なジャンルに編曲した校歌である。
メンバーは以下の通り
- 城山 - ボーカル
- 宗方 - ギター
- 花岡 - ベース
- 瀬戸 - ドラム
- 喜久治 - キーボード

作中の文化祭では、覆面のマラカス奏者（正体は千歳）が乱入して話題になった。

### ヤング松島喜久治
夜明け前編よりさらに2年さかのぼるある会社の営業部に勤務していた喜久治28歳の時の話。寿退社して神戸に移住していた元同僚・凛子が夫の転勤により東京に戻り、派遣社員として喜久治の会社に復帰してきたのだが…。カメラつき携帯電話が登場するなど時代背景は厳密ではない。

#### 登場人物
岩倉凛子（いわくら　りんこ）
旧姓・水原。喜久治の元同僚。会社の同僚と結婚後退社して神戸に住んでいたが、夫の転勤に伴い東京に戻り、副部長付の派遣社員として会社に復帰する。同僚OLからは「姫」と呼ばれている。
沙絵（さえ）
喜久治の先輩のOL。
千代（ちよ）
喜久治の同僚のOL。沙絵の後輩。
課長
喜久治の上司。他の部下からは嫌われているが、喜久治は好いている。
副部長
喜久治の上司。他の部下からは好かれているが、喜久治はあまりよく思っていない。

## 単行本
2007年6月現在、まんがタイムコミックスより単行本8巻までが発売されている。
1. 第1巻（2001年6月発売）ISBN 4-8322-6210-6
  - ハムカエンタープライズ編・板橋電気編を収録
  - 表紙は喜久治+綾部・吉岡
2. 第2巻（2002年4月発売）ISBN 4-8322-6244-0
  - 日の出板硝子編を収録
  - 表紙は喜久治+睦月+成帆
3. 第3巻（2003年6月発売）ISBN 4-8322-6290-4
  - ムーンクレストコーヒー編を収録
  - 表紙は喜久治+春宮+秋野・裏表紙は会長/冬木+鳴椎+岩田
4. 第4巻（2004年4月発売）ISBN 4-8322-6331-5
  - ムーンクレストコーヒー編・ツンドラ製鋼編・一週間編を収録
  - 表紙は喜久治+梅宮
5. 第5巻（2004年11月発売）ISBN 4-8322-6364-1
  - Mグラッセ証券編を収録
  - 表紙は和佳+喜久治・裏表紙は睦月+津村
6. 第6巻（2005年5月発売）ISBN 4-8322-6392-7
  - ゲンキ!赤ちゃん堂編・夜明け前編（書下ろし含む）を収録
  - 表紙は綾部+ジュニア（+健介）+喜久治・裏表紙はひかる+喜久治
7. 第7巻（2006年8月発売）ISBN 4-8322-6481-8
  - ゲンキ!赤ちゃん堂編（書下ろし含む）を収録
  - 表紙はジュニア（+健介）+喜久治+綾部・裏表紙はウェディングドレス姿の綾部
8. 第8巻（2007年6月発売）ISBN 978-4-8322-6545-5
  - コバンビ学園編を収録
  - 表紙は喜久治+花岡・裏表紙は城山+宗方+瀬戸

ヤング松島喜久治
1. 第1巻（2009年3月発売）ISBN 978-4-8322-6723-7
2. 第2巻（2010年6月発売）ISBN 978-4-8322-6858-6

スピンオフ作品(こんぺいと!)